# Sarah Maciel
Sarah Maciel dos Santos (Rio de Janeiro, 20 de maio de 1995) é uma atriz e youtuber brasileira. Ficou conhecida pelo seu papel na série Um Menino muito Maluquinho como Julieta.

## Filmografia

### Televisão
Telenovelas
| Ano     | Título                | Personagem             | Notas                     |
| ------- | --------------------- | ---------------------- | ------------------------- |
| 2003    | Chocolate com Pimenta | Bernadete (criança)    | Episódio: "8 de setembro" |
| 2004    | Começar de Novo       | Letícia (criança)      | Participação especial     |
| 2005    | Alma Gêmea            | menina na vila         | Participação especial     |
| 2006–07 | O Profeta             | Vilminha               |                           |
| 2010    | Passione              | Melina Gouveia (jovem) | Episódio: "24 de julho"   |
| 2011    | Insensato Coração     | Filha de Gisela        | Participação especial     |
| 2015    | A Regra do Jogo       | Nelita (jovem)         | Participação especial     |
| 2017    | Rock Story            | Fã do Léo Régis        | Episódio: "20 de março"   |

Seriados
| Ano     | Título                     | Personagem                 | Notas                              |
| ------- | -------------------------- | -------------------------- | ---------------------------------- |
| 2001    | Sítio do Picapau Amarelo   | Filha da Aranha Costureira | Episódio: "Reino das Águas Claras" |
| 2005    | Carga Pesada               | Tininha                    | Episódio: "Homem de Família"       |
| 2006    | Um Menino muito Maluquinho | Julieta (Jú)               |                                    |
| 2009–10 | Geral.com                  | Neca                       |                                    |

### Teatro
| Ano  | Título     | Personagem |
| ---- | ---------- | ---------- |
| 2019 | O Banquete | Erixímaco  |